# Ahuateno
Ahuateno o Ahuateno Chico, es una población y una delegación del municipio de Chicontepec, está ubicada al norte de Veracruz y al oeste del Tantoyuca y al este con el municipio de Ixhuatlán de Madero.

## Contexto geográfico
El pueblo de Ahuateno colinda al norte con el pueblo de Mexcatla, al sur con el ejido de Partoria, al oeste con el pueblo de Temoctla.
- Latitud: 19° 46′ 17″ N
- Longitud: 98° 34′ 49″ O